# Fontenayspirea
Fontenayspirea (Spiraea canescens) är en rosväxtart som beskrevs av David Don. I den svenska databasen Dyntaxa används istället namnet Spiraea × fontenaysii. Enligt Catalogue of Life ingår Fontenayspirea i släktet spireor och familjen rosväxter, men enligt Dyntaxa är tillhörigheten istället släktet spireor och familjen rosväxter. Arten förekommer tillfälligt i Sverige, men reproducerar sig inte. Utöver nominatformen finns också underarten S. c. glaucophylla.

## Bildgalleri

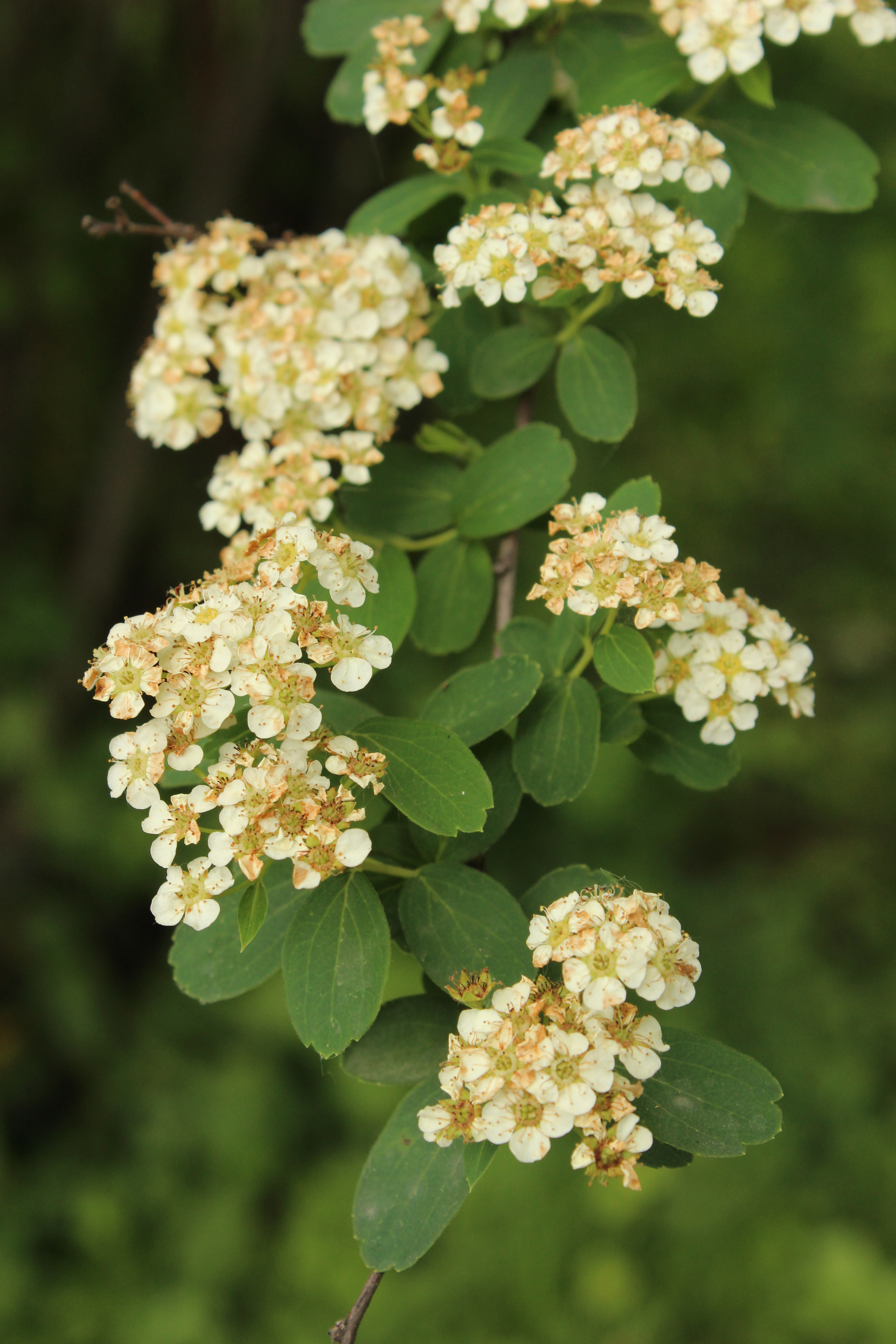